# Westport (Washington)
Westport ist eine City im Grays Harbor County im US-Bundesstaat Washington. Zum Zeitpunkt des United States Census 2020 lebten 2.213 Einwohner in Westport.

## Geographie
Westports geographische Koordinaten sind 46° 53′ N, 124° 7′ W. Die Fläche der Stadt beträgt nach den Angaben des United States Census Bureaus 11,0 km²; davon entfallen 9,3 km² auf Landflächen, 1,6 km² (oder 14,86 %) bestehen aus Wasser.
Westport liegt auf einer Halbinsel an der Südseite der Öffnung von Grays Harbor zum Pazifischen Ozean. Die öffentliche Westport-Marina ist die größte Marina an der westlichen Meeresküste der US-Bundesstaaten im Pazifischen Nordwesten.
Die Marina ist Heimathafen einer kommerziellen Fischfangflotte und von mehreren Schiffen, die dem Fischfang auf touristischer Basis dienen. Eine nur im Sommer verkehrende Fähre verbindet die Stadt mit Ocean Shores auf der nördlichen, gegenüberliegenden Seite der Meeresöffnung.

## Geschichte
Westport erhielt das Stadtrecht am 26. Juni 1914. Frühere Namen für die Siedlung waren Peterson's Point und Chehalis City. Vor der Stadtgründung existierte unter dem Namen Ft. Chehalis ab 1860 eine Niederlassung. Das Gebiet wurde während des Sommers durch Indianer genutzt, die höchstwahrscheinlich aus dem Gebiet der Shoalwater Bay kamen, bevor Thomas Barker Speake und seine Familie im Frühsommer 1857 hier siedelten.

## Demographie
Die hier lebenden 2137 Einwohner verteilten sich nach dem Ergebnis der Volkszählung von 2000 auf 983 Haushalte und 547 Familien.
Die Bevölkerungsdichte betrug 229,2 Einwohner pro km² und die Dichte der 1358 Wohneinheiten ergibt einen Durchschnittswert von 145,6/Wohnungen pro km². Die Rassen der Einwohner verteilen sich auf 92,75 % Weiße, 0,33 % Afroamerikaner, 3,09 % Native American, 0,94 % Asian, 0,05 % Pacific Islander und 0,47 % Zugehöriger anderer Rassen; 2,39 % gaben an zwei oder mehr Rassen anzugehören. Als Hispano oder Latino jeder Rasser bezeichneten sich 2,99 % der Bevölkerung.
In 23,2 % der Haushalte lebten Kinder unter 18, in 42,9 % lebten verheiratete Paare miteinander und 8,7 % der Haushalte bestand aus alleine lebenden Frauen ohne Mann; 44,3 % der Haushalte bildeten keine Familien. 34,8 % aller Haushalte bestand aus Einzelpersonen und in 14,8 % lebte jemand im Alter von 65 Jahren oder mehr alleine. Die durchschnittliche Haushaltsgröße betrug 2,16 und die durchschnittliche Familie bestand aus 2,79 Personen.
Die Bevölkerung verteilte sich altersmäßig wie folgt: 22,0 % waren unter 18 Jahre alt, 6,7 % zwischen 18 und 24 Jahre, 24,8 % von 25 bis 44 Jahre, 27,3 % von 45 bis 64 und 19,1 % waren 65 oder mehr Jahre alt. Das Durchschnittsalter betrug 43 Jahre, auf 100 Frauen entfielen 98,1 Männer, bei den über 18-Jährigen kamen auf 100 Frauen 91,9 Männer.
Das mittlere Einkommen eines Haushaltes in der Stadt erreichte 32.037 US-Dollar und das durchschnittliche Einkommen pro Familie belief sich auf 40.037 US-Dollar. Das Durchschnittseinkommen der Männer war mit 33.173 gegenüber 23.889 US-Dollar für Frauen deutlich höher. Das Pro-Kopf-Einkommen betrug 17.362 US-Dollar. Etwa 9,0 % der Familien und 14,3 % der Bevölkerung hatten ein Einkommen unterhalb der Armutsgrenze, einschließlich 23,4 % der Minderjährigen und 4,6 % der Altersgruppe 65 Jahre und mehr.